# Tockus
Tockus Lesson, 1830 è un genere di uccelli della famiglia Bucerotidae.

## Tassonomia
Il genere comprende le seguenti specie:
- Tockus ruahae Kemp & Delport, 2002 - bucero di Ruaha o bucero beccorosso della Tanzania
- Tockus kempi Tréca & Érard, 2000 - bucero beccorosso occidentale
- Tockus damarensis (Shelley, 1888) - bucero beccorosso di Damara
- Tockus rufirostris (Sundevall, 1850) - bucero beccorosso meridionale
- Tockus erythrorhynchus (Temminck, 1823) - bucero beccorosso
- Tockus monteiri Hartlaub, 1865 - bucero di Monteiro
- Tockus deckeni (Cabanis, 1868) - bucero di Von der Decken
- Tockus jacksoni (Ogilvie-Grant, 1891) - bucero di Jackson
- Tockus leucomelas (Lichtenstein, 1842) - bucero beccogiallo meridionale
- Tockus flavirostris (Rüppell, 1835) - bucero beccogiallo orientale